# اثرات ناشی از آلودگی صوتی

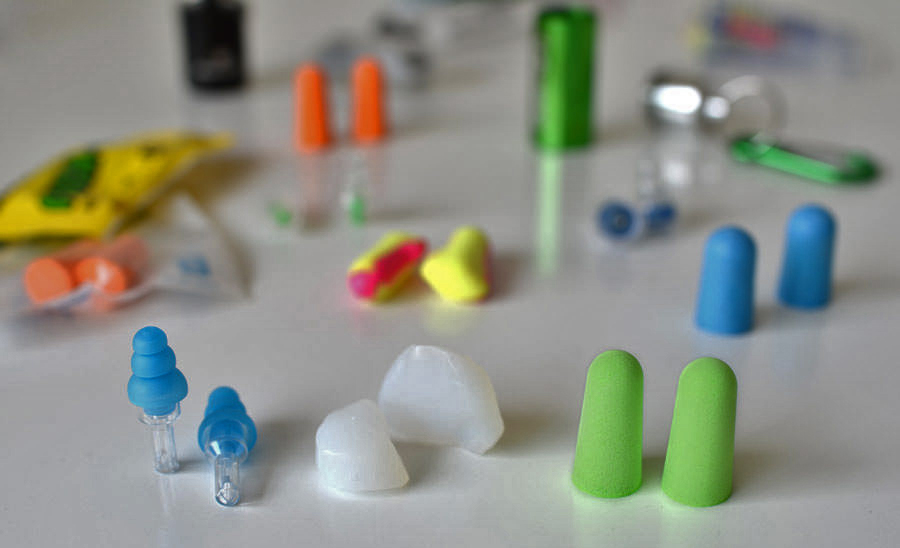
انواع مختلفی از پدهای درون‌گوشی که برای استفاده و مقابله با اثرات ناشی از آلودگی صوتی کاربرد دارد

اثرات ناشی از آلودگی صوتی (انگلیسی: Health effects from noise) اشاره به تأثیرات و واکنش‌های جسم انسان در برابر آلودگی‌های صوتی است که می‌تواند عواقب زیان‌باری برای سلامتی جسمی و روحی داشته باشد. افزایش این آلودگی‌ها در محل‌ کار یا سر و صدای محیط اطرف می‌تواند باعث ناشنوایی و اختلالات ناشی از آن، وزوز گوش، فشار خون بالا، بیماری سرخرگ کرونری و اختلال خواب گردد. تغییرات در دستگاه ایمنی و نقایص مربوط به اختلال ذاتی [در هنگام تولد] نیز به قرار گرفتن در معرض آلودگی صوتی نسبت داده شده‌ است.
در بسیاری کشورها، تأثیر انباشت حجم انبوهی از آلودگی صوتی برای تخریب شنوایی بخش بزرگی از جمعیت در طول دوران زندگی کفایت می‌کند. اثرات نامطلوب و عوارض قلبی وریدی به واسطهٔ قرار گرفتن در معرض دائمی آلودگی صوتی مانع از آن می‌شود که فشارخون انسان یک چرخهٔ منظم افزایش و کاهش شبانه‌روزی را تجربه کند. استرس حاصل از ماندن و یا قرار گرفتن در اطراف «عامل ایجادگر درجه‌های مختلف آلودگی صوتی» تأثیر مستقیمی با صدمات ناشی از کار و سایر خشونت‌های انفجاری و لحظه‌ای در اجتماع دارد. مهمترین منابع چنین آلودگی‌هایی عبارت هستند از خودروها، هواپیماها، قرار گرفتن طولانی‌مدت در معرض موسیقی با صدای بلند و غالب صداهای صنعتی. در اتحادیه اروپا بالغ بر ۱۰۰۰۰ نفر در طول سال به دلیل عواقب و عوارض ناشی از اثرات آلودگی صوتی جانشان را از دست می‌دهند. سطح آلودگی صوتی یا فشار صدا با میزان ۵۰ دسی‌بل-آ و بالاتر در طول شب، باعث تولید و افزایش دائمی کورتیزول می‌گردد که همین موضوع، ریسک سکته قلبی را افزایش می‌دهد.

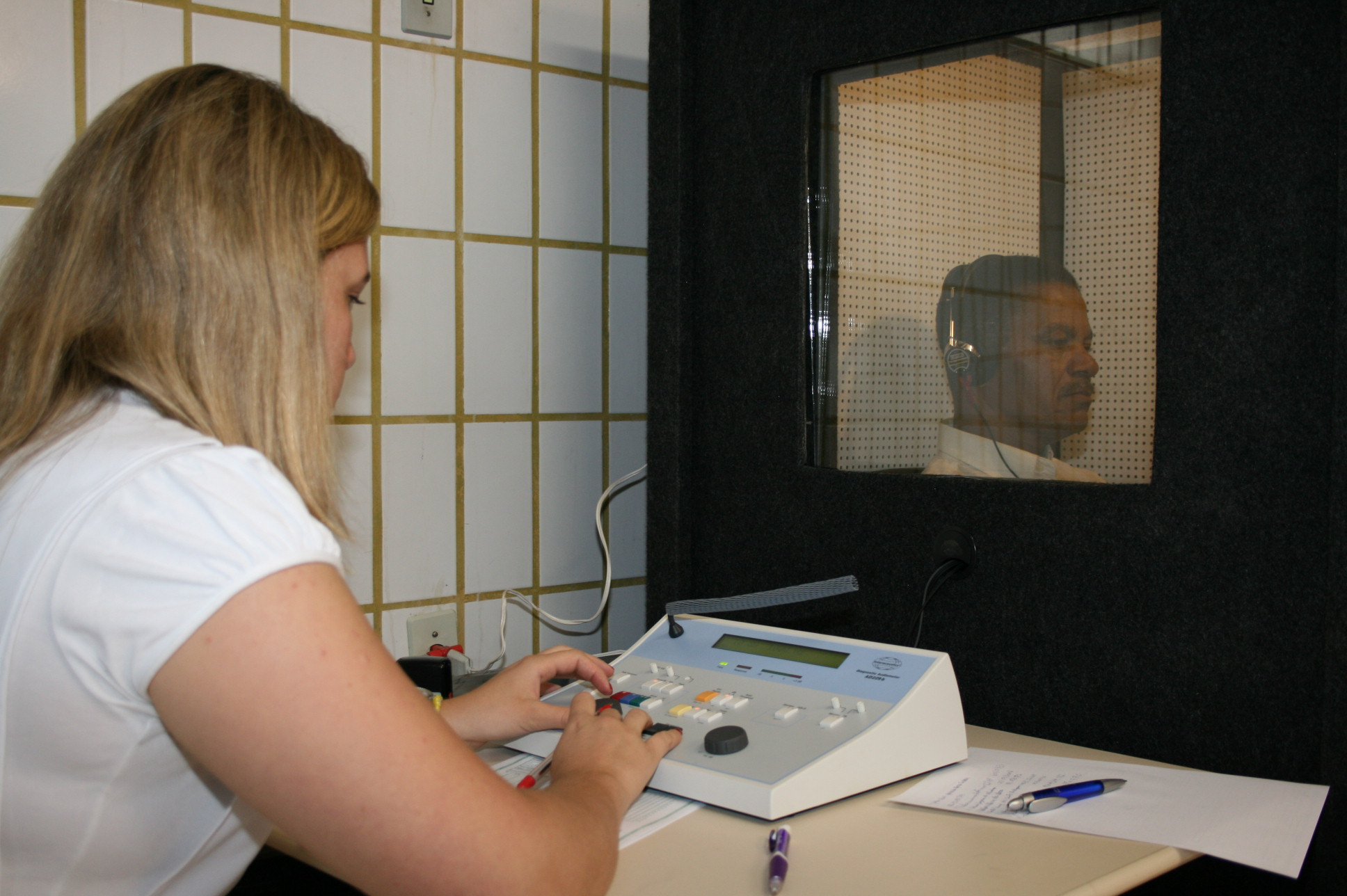
امتحان شنوایی

## بقیه اثرات روی سلامت فیزیکی
صدای ترافیک ممکن است منجر به افزایش ریسک سکته، مختل شدن خواب، دیابت، و چاق شدن مفرط بشود.

## ساخت فیزیکی نوزاد
طبق نوشته ۱۹۷۸ سازمان حفاظت از محیط زیست ایالات متحده آمریکا بین مسائل تولد مثل کم وزن بودن نوزاد، کمبود ستون مهره‌ها و صدای زیاد (مثل فرودگاه) رابطه وجود دارد.

## حیوانات
برای سگ‌ها آلودگی صوتی بیش از اندازه می‌تواند دلیل ایجاد رفتارهایی مثل قایم شدن، ادرار کردن، مدفوع کردن، نفس نفس زدن، ضربان نبض زیاد، drooling، بی اعتنایی به دستورها، لرزیدن، و پارس کردن است.

## قانون
ایالات متحده قانون کنترل آلودگی صوتی را ۱۹۷۲ تصویب کرد.معمولاً حد سطح آلودگی صوتی قانونی بیرون از محیط ۶۰ تا ۶۵ دسیبل است، سازمان‌های سلامت کار برای میزان نهایت ۹۰ تا ۸۵ دسیبل، محدودیت ۴۰ ساعت کار هر هفته توصیه دارند.